# Geumsahoedong-dong
Geumsahoedong-dong (koreanska: 금사회동동) är en stadsdel i stadsdistriktet Geumjeong-gu i staden Busan, i den sydöstra delen av Sydkorea, 300 km sydost om huvudstaden Seoul.